# 葛飾八幡宮
葛飾八幡宮（かつしかはちまんぐう）は、千葉県市川市八幡にある神社で、八幡宮の1つ。旧社格は県社。「八幡」の町名の由来となる場所である。

## 祭神
- 誉田別命（ほむだわけのみこと、応神天皇（おうじんてんのう））
- 息長帯姫命（おきながたらしひめのみこと、神功皇后（じんぐうこうごう））
- 玉依比売命（たまよりひめのみこと）

## 歴史
寛平年間（889年 - 898年）に宇多天皇の勅命により石清水八幡宮を勧請して建立されたと伝えられている。下総の国を守護する総鎮守として崇敬されている。
武神であることから平将門、源頼朝、太田道灌、徳川家康、下総国守護千葉氏、上総氏、安房国の大名里見氏など関東武士や、令制国の房総三国（下総国・上総国・安房国）からの信仰を集め敬われた。また、永井荷風、幸田文、幸田露伴、伊藤左千夫、宗左近、大岡信など多くの文化人に拝され、親しまれた神社として知られる。
八幡宮近くにある八幡の藪知らず（八幡不知森＝やわたしらずのもり）でも知られる。
2023年（令和5年）9月に社務所、2024年（令和6年）1月に市川市指定文化財の随神門に落書きされているのが確認されており、市川警察署が建造物損壊事件として捜査している。

## 境内

### 境内社
厳島社（いつくしましゃ）
- 祭神 - 湍津姫命（たぎつひめのみこと）・田霧姫命（たきりびめのみこと）・市杵嶋姫命（いちきしまひめのみこと）

葛飾天満宮
- 祭神 - 菅原道真公

正一位 尾上稲荷社（おのえいなりしゃ）
- 祭神 - 宇迦御魂之神（うかのみたまのかみ）

八坂社（やさかしゃ）
- 祭神 - 建速須佐之男命（たけはやすさのおのみこと）

浅間社（富士塚）（せんげんしゃ）
- 祭神 - 木花開耶姫命（このはなのさくやびめのみこと）

他に道祖神2社、青面金剛庚申塔、松尾大明神がある。2016年（平成28年）の境内整備により配置が変更された。

### 境外社
不知森神社（しらずもりじんじゃ）
八幡の藪知らずの入口に鎮座。

### その他
- 千本公孫樹（せんぼんイチョウ） - 推定樹齢1200年。樹高22メートル、根回り10.2メートル、目通り10.8メートルで、根回りより目通りが太くなっている。国の天然記念物に指定（指定名称は「千本イチョウ」）[3]
- 鐘楼 - 廃仏毀釈以前に天台宗の八幡山法漸寺が別当寺として管理していたもの。
- 随神門 - 神仏分離以前は別当法漸寺の仁王門であった。市川市指定有形文化財。[4]

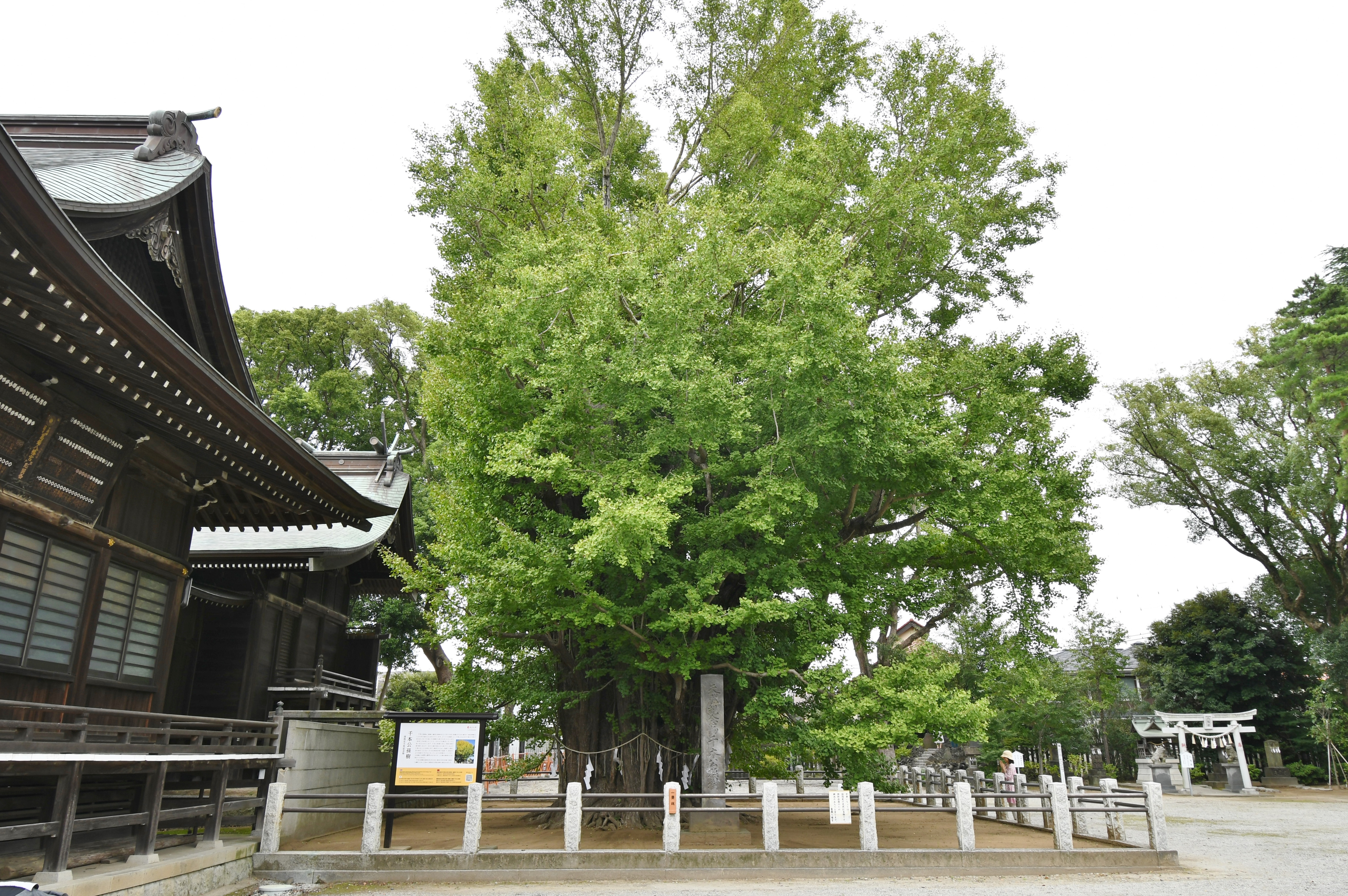
千本公孫樹
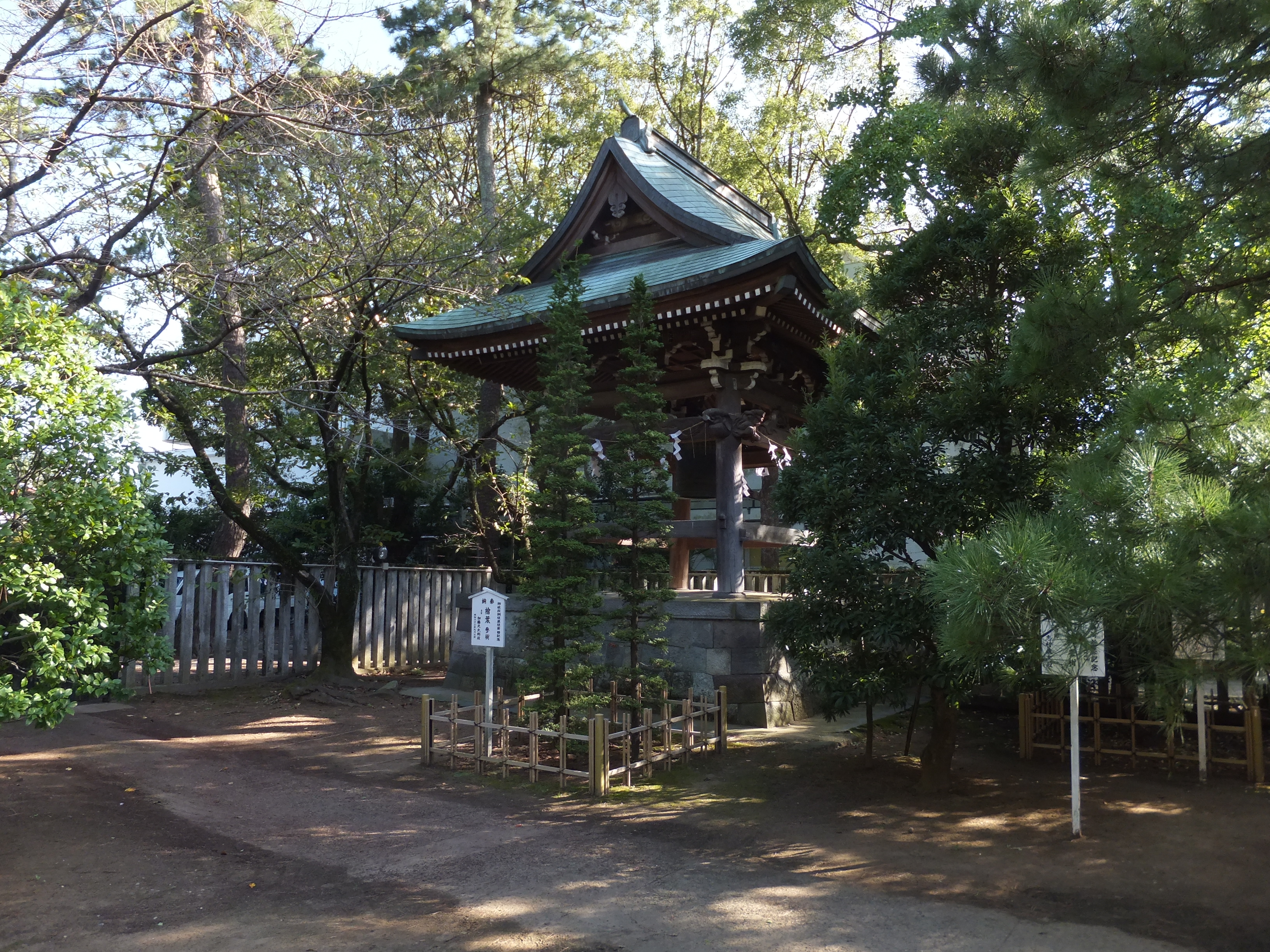
鐘楼
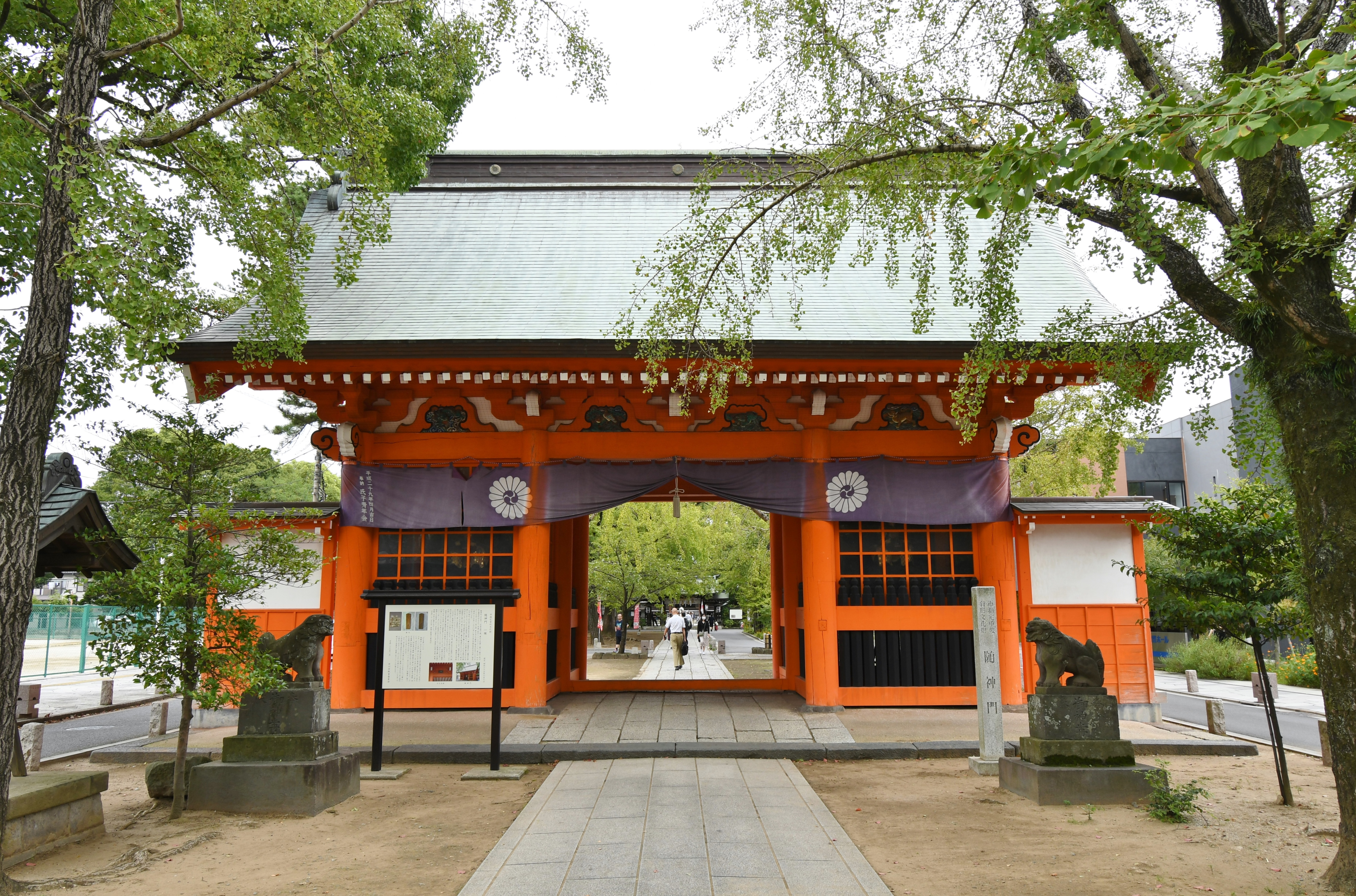
随神門

境内の入口付近には、市川市役所の八幡分庁舎と市川市八幡市民会館（愛称：全日警ホール）が隣接している。

## 文化財
- 梵鐘 - 元亨元年(1321年)鋳造。寛政5年（1793年）大風で倒れ社殿西側にあったケヤキの根元から掘り出された。千葉県指定有形文化財。

## 行事

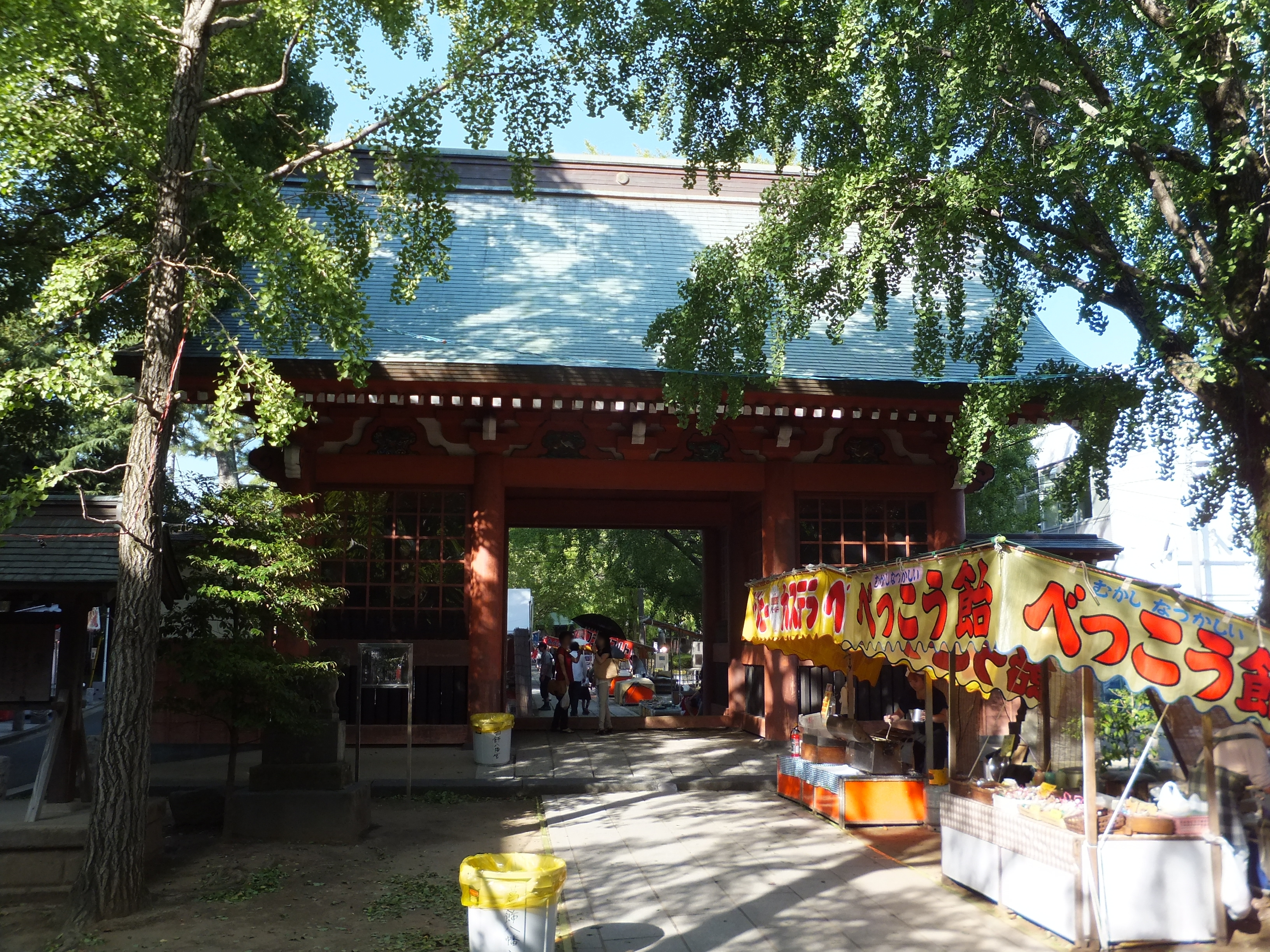
祭りが開催される境内

例祭は毎年9月15日に行われる。この日より6日間、農具市（ボロ市）が開催され社頭門前には農具・日曜大工用品をはじめ各種の店が立ち並び、大勢の人出で賑わいを見せる。
また三十三周年式年大祭と呼ばれる、33年毎に行われる大祭があり、前回は2017年（平成29年）3月31日から4月3日に行われた。次回は2050年（令和32年）に行われる。
- 1月
  - 歳旦祭（1月1日）
  - 年頭祈願祭（成人の日）
- 2月
  - 節分祭（2月3日）
  - 初卯祭（2月立春後の初卯の日）
  - 紀元節祭（2月11日）
  - 祈年祭（2月17日）
- 4月
  - 昭和祭（4月29日）
- 6月
  - 夏越大祓（茅の輪神事、6月30日）
- 9月
  - 例大祭（9月15日）
- 11月
  - 新嘗祭（11月23日）
- 12月
  - 天長祭（12月23日）
  - 年越大祓（茅の輪神事、12月31日）

## 交通
最寄駅は京成電鉄京成八幡駅または総武本線・都営地下鉄新宿線本八幡駅。